# Papuadytes vladimiri
Papuadytes vladimiri is een keversoort uit de familie waterroofkevers (Dytiscidae). De wetenschappelijke naam van de soort is voor het eerst geldig gepubliceerd in 2005 door Shaverdo, Sagata & Balke.